# Modern Jazz Quartet
The Modern Jazz Quartet (abreviado como MJQ) fue un grupo musical estadounidense de jazz que desarrolló su carrera entre 1952 y 1993. Representante del estilo cool y vinculado a la Third Stream. Sus componentes originales fueron Milt Jackson (Vibráfono), John Lewis (piano y dirección musical), Percy Heath (contrabajo) y Kenny Clarke (batería). Connie Kay reemplazaría a Clarke en 1955.

## Historia
Milt Jackson, Lewis y Clarke habían tocado originalmente juntos en un cuarteto en colaboración con la orquesta de Dizzy Gillespie entre 1946 y 1950. Junto a Ray Brown, tocaban en los interludios para ayudar a recuperarse a los trompetistas. El mismo grupo grabó en 1951 con el nombre de Milt Jackson Quartet.
En principio, Jackson y Lewis compartían la dirección musical del grupo, pero finalmente la responsabilidad fue asumida por completo por Lewis.
Aunque hizo diversas incursiones en la música clásica, pronto el repertorio del grupo se centró en el bop y el swing. Entre las composiciones originales de la banda están "Django" de Lewis (un homenaje a Django Reinhardt), "Afternoon in Paris", también de Lewis y "Bags' Groove" de Jackson («Bags» era el apodo de Jackson).
El grupo firmó en primer lugar con Prestige Records y después, en los cincuenta, con Atlantic Records. A finales de los sesenta, en medio de dos etapas con Atlantic, firmaron con Apple Records, el sello de the Beatles (constituyendo el único grupo de jazz de la discográfica), y grabaron dos discos, Under the Jasmine Tree (1967) y Space (1969).
Jackson abandonó el grupo en 1974 en parte porque buscaba un estilo más libre de tocar y en parte porque entendía que sus ingresos económicos eran escasos (comparándose con las estrellas del rock and roll). El grupo se disolvió y se reorganizó más tarde en 1981 para tocar en festivales y más tarde en un periodo de seis meses al año. La última grabación del grupo se realizó en 1993.

## Selección discográfica
- 1951	- The Modern Jazz Quartet [1951] (Prestige)
- 1951	- Modern Jazz Quartet (Original Jazz Classics)
- 1952	- Modern Jazz Quartet, Vol. 1: With Milt Jackson (Prestige)
- 1956	- Fontessa (Atlantic)
- 1957	- Third Stream Music (Atlantic)
- 1958	- The Modern Jazz Quartet with Sonny Rollins (Atlantic)
- 1959	- Pyramid  (Atlantic)
- 1960	- European Concert [live] (Atlantic)
- 1960	- Dedicated to Connie [live] (Atlantic)
- 1962	- Lonely Woman (Atlantic)
- 1964	- Collaboration with Almeida (Atlantic)
- 1974 - Blues on Bach (Atlantic)
- 1974	- The Complete Last Concert [live] (Atlantic)
- 1974	- The Last Concert [live] (Atlantic)
- 1984	- Echoes (Pablo)
- 1992	- Celebration (Atlantic)